# Grobs attack
Den här artikeln använder algebraisk schacknotation för att beskriva schackdragen.
Grobs attack är en ovanlig schacköppning som definieras av draget:
1. g4
Notera att Idiotmatt, den snabbaste möjliga matten, kan fås ur denna öppning genom 1...e5 2.f3 Dh4#.

## Partiexemplar
Vit: Claude Frizzel Bloodgood
Svart: R. Lewis
Norfolk, 1961
1.g4 d5 2.Lg2 c6 3.g5 e5 4.h4 Ld6 5.d3 Lg4 6.Sd2 f5 7.f3 Lh5 8.e4 fxe4 9.dxe4 dxe4 10.Sxe4 Lb4 11.Ld2 Sa6 12.c3 La5 13.Db3! Sc5 14.Dc4 Sd3 15.Kf1 Sxb2 16.De6 De7 17.Sd6 Kf8 18.Df5 Lf7 19.Sxf7 Dxf7 20.Dxf7 Kxf7 21.Tb1 Sc4 22.Txb7 Kf8 23.Le1 Se7 24.Se2 Lb6 25.Lf2 Se3 26.Lxe3 Lxe3 27.Sg3 Lf4 28.Se4 Kf7 29.Lh3 Thd8 30.Ke2 a5 31.Thb1 Kf8 32.c4 a4 33.Ld7 h6 34.Sc5 Kf7 35.Le6 Ke8 36.Sd7 Sg6? 37.h5 Sf8 38.Sf6 gxf6 39.Lf7